# Marie André Cantillon
Marie André Nicolas Cantillon (1781/82-julio de 1869) fue un soldado francés del ejército de Napoleón Bonaparte. Después de la derrota de Francia en las guerras napoleónicas, intentó asesinar al duque de Wellington el 11 de febrero de 1818. Wellington estaba en París como comandante de la ocupación aliada de Francia. Cantillon falló su disparo y escapó, pero fue capturado por la policía parisina poco después. Llevado a juicio en mayo de 1819, fue absuelto después de que no se pudo encontrar la bala de su pistola en el lugar y su abogado le dijo al jurado que una condena sería una mancha para el honor de la nación. Cantillon recibió un legado en el testamento de Napoleón, aunque solo recibió una parte de los 10 000 francos estipulados en la misma. En su vida posterior, dirigió una tienda de comestibles en Bruselas, Bélgica. Su esposa solicitó el resto del legado y puede haberlo recibido de una comisión establecida por Napoleón III.

## Primeros años
Cantillon era un pariente lejano del economista franco-irlandés Richard Cantillon (muerto en 1734) y descendía de la misma rama de la familia en Ballyheigue, condado de Kerry. Cantillon nació en París, de un fabricante de modelos, en 1781/82, y trabajó en el comercio de joyería. Fue reclutado en la caballería del ejército francés y ascendió para convertirse en suboficial y luego sous-lieutenant (subteniente) en los húsares. Sirvió en el 1.er regimiento de húsares durante la guerra de la Quinta Coalición y un relato de 1858 de William Stirling-Maxwell afirma que intentó matar al coronel del regimiento por una supuesta afrenta, después de lo cual fue perdonado por Napoleón Bonaparte por su valentía en la batalla. El mismo relato afirma que Cantillon se unió posteriormente a los Cazadores a Caballo de la Guardia Imperial, jubilándose con una pensión en 1813 antes de volver a unirse a Napoleón por los Cien Días. Después de la paz de 1815, se dice que dividió su tiempo entre Bruselas y París, con viajes a Coblenza y Colonia. Se dice que Cantillon era conocido por su feroz bonapartismo y odio a los ingleses.

## Intento de asesinato

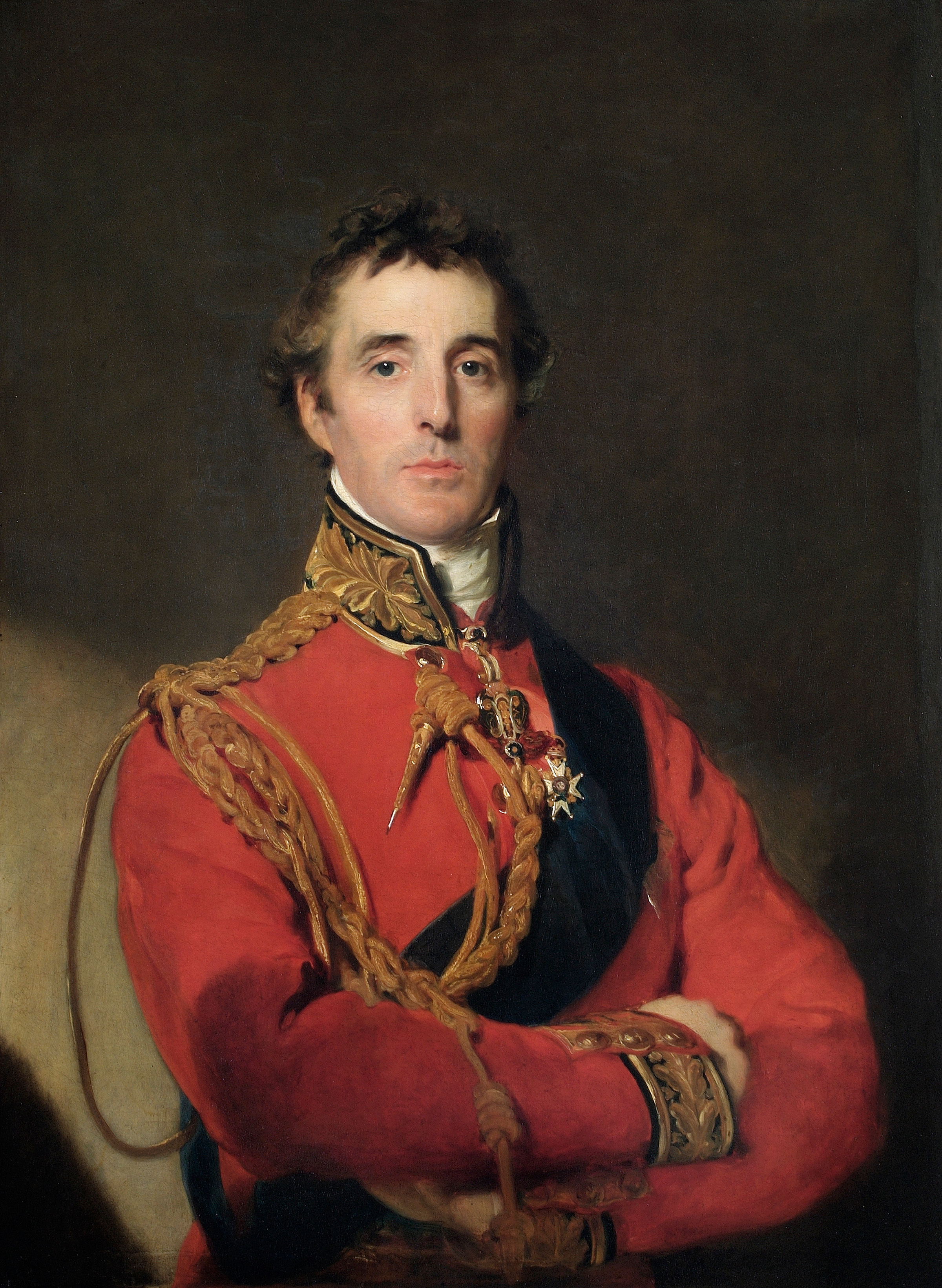
Una representación de Wellington de 1816.

Alrededor de las 12:30 a. m. de la mañana del 11 de febrero de 1818, Cantillon intentó asesinar al duque de Wellington, el comandante británico de la ocupación aliada de Francia. En ese momento, Wellington se hospedaba en un hotel en la avenida de los Campos Elíseos en París. En el momento del intento de asesinato, Wellington regresaba en carruaje de la cena con el embajador británico en Francia, Sir Charles Stuart. Cantillon cruzó corriendo la calle frente al carruaje, lo que despertó las sospechas del cochero de Wellington, que aumentó la velocidad. Cuando el carruaje se volvió para entrar por la puerta del hotel, Cantillon disparó un tiro de pistola. El disparo falló y Wellington no se alarmó, ya que pensó que el disparo fue una descarga involuntaria de un centinela.
Cantillon fue perseguido por un guardia pero escapó de la escena. Cantillon había levantado las sospechas de la policía parisina cuando llegó a la ciudad desde Bruselas unos días antes y fue detenido poco después del intento de asesinato, en compañía de un cómplice llamado Marinet. El relato de Stirling-Maxwell de 1858 afirma que Cantillon se afeitó la barba y el bigote para evitar el reconocimiento mientras intentaba llegar a Bélgica, pero fue capturado el 15 de marzo.
La policía francesa se negó a investigar las presuntas conexiones entre Cantillon y un grupo en Bruselas conocido por haber abogado por el asesinato de Wellington y con supuestas conexiones con el personal de Guillermo, príncipe de Orange. Cantillon confesó a la policía que había intentado asesinar a Wellington, pero una búsqueda no pudo ubicar la bala de la pistola, lo que habría confirmado que el tiro fue efectuado y no hubo evidencia que lo vincule a la escena. Cantillon y Marinet estuvieron en prisión durante un largo período sin juicio y, en noviembre, el abogado de Cantillon se quejó formalmente por ello. Los testigos, incluido el duque de Wellington, fueron convocados el 12 de marzo de 1819 para asistir a la cour d'assises (un tipo de tribunal de primera instancia) del departamento de Sena el 5 de mayo. El inicio se retrasó posteriormente hasta el 10 de mayo.
En el juicio de Cantillon, su abogado admitió que su cliente había intentado asesinar a Wellington, pero apeló al jurado para que lo declarara inocente, ya que de lo contrario deshonraría a Francia. Cantillon y Marinet fueron absueltos. El único castigo que recibió Cantillon fue la degradación al rango de sargento. Wellington recibió las felicitaciones de la mayor parte de la familia real francesa y del príncipe regente británico por su fuga. Entre los pocos miembros de la realeza francesa que no enviaron un mensaje estaba Luis Felipe, duque de Orleans, quien tomaría el trono francés en la Revolución de 1830 y reinaría hasta la Revolución de 1848. Como rey de Francia, Luis Felipe nombró a Cantillon guardabosques en el Palacio de Fontainebleau. Más tarde, Cantillon se convirtió en tendero en Bruselas; murió en julio de 1869.

## Legado de Napoleón
El emperador francés Napoleón Bonaparte dejó Cantillon 10 000 francos (alrededor de £ 500 en ese momento y equivalente a cerca de £ 43 000 en 2019) en un codicilo agregado a su testamento el 24 de abril de 1821, sólo 11 días antes de la muerte de Napoleón. En el codicilo, Napoleón justificó el intento de asesinato como venganza contra Wellington por exiliarlo a Santa Elena, por las ejecuciones de sus antiguos generales Michel Ney y Charles de La Bédoyère y por la retirada de artefactos de los museos franceses. Esto fue a pesar de que el exilio fue menos severo que el castigo de ejecución por el que habían presionado los Borbones franceses y los prusianos después de la derrota de Napoleón en 1815, y muchos de los artefactos de los museos franceses habían sido a su vez expoliados por Francia de los territorios ocupados. Este codicilo de la voluntad de Napoleón causó indignación cuando se conoció en Inglaterra, donde era de conocimiento común que Wellington había prohibido expresamente a sus hombres atacar a Napoleón durante la batalla de Waterloo. Wellington consideró que el legado era la «mayor mancha» en el carácter de Napoleón.
El testamento final de Napoleón tuvo poco en cuenta su situación financiera en ese momento, su riqueza habiéndose reducido mucho por su abdicación. Napoleón hizo legados por un total de unos 200 000 000 de francos, pero tenía activos por valor de sólo 8 000 000; muchos beneficiarios recibieron mucho menos de lo que él había indicado. Cantillon recibió parte del legado entre 1823 y 1826. No buscó el pago del resto, aunque su esposa sí lo hizo en agosto de 1854, después de que Napoleón III llegó al poder como emperador después del golpe de Estado en Francia de 1851. La Sra. Cantillon reclamó 1200 francos que, según dijo, estaban pendientes del legado. Napoleón III estableció una comisión para decidir las reclamaciones pendientes contra la propiedad de Napoleón I. En abril de 1855, la comisión descubrió que Napoleón I no estaba en su sano juicio cuando escribió el codicilo que favorecía a Cantillon, ya que en el momento de escribir este artículo se encontraba en las últimas etapas de un cáncer de estómago terminal. Es posible que la decisión de la comisión estuviera influida por preocupaciones políticas, ya que se tomó mientras Gran Bretaña y Francia eran aliados, luchando contra Rusia en la Guerra de Crimea.
Sin embargo, un informe del Moniteur del 6 de mayo de 1855 señala que Cantillon, que figura en el puesto 32 en una lista de beneficiarios, recibió el pago completo de la herencia de Napoleón I, más 354 francos de interés. Esto fue a pesar de un informe anterior en el periódico de que los únicos beneficiarios a los que se les pagaría en su totalidad eran algunos de los sirvientes del exemperador. En ese momento se dijo, aunque el gobierno francés lo negó, que Napoleón III intervino y ordenó que se pagara a Cantillon. El pago informado fue objeto de una pregunta el 12 de febrero de 1858 de Stirling-Maxwell, en ese momento miembro del parlamento escocés, al primer ministro Henry John Temple, Lord Palmerston. Palmerston declaró que pensaba que era de mal gusto que Stirling-Maxwell insinuara que Napoleón III tenía algo que ver con el pago y señaló que una parte del legado se había pagado en la década de 1820, cuando la monarquía borbónica estaba en el poder.